# 中共桂林市工作委员会旧址
中共桂林市工作委员会旧址位于中国广西桂林市七星区穿山街道，为1947年10月至1949年10月间中共桂林市工作委员会机关设立之处，1963年2月26日公布为桂林市文物保护单位。当时陈光任工委书记，韦纯束、黄绍亮、郭其中、高天梅等在此工作。平时工委人员以煮盐、磨豆腐、饲养鸡、兔等为掩护，暗中支持桂林的工人和学生运动。